# 上田東駅
上田東駅（うえだひがしえき）は、長野県上田市常田にあった上田丸子電鉄丸子線の駅（廃駅）である。丸子線の廃線に伴い1969年（昭和44年）4月20日に廃駅となった。

## 歴史
- 1925年（大正14年）8月1日：丸子鉄道当駅 - 大屋駅（後の電鉄大屋駅）間延伸開通に伴い開業[1][2][3]。一般駅[4]。
- 1943年（昭和18年）10月21日：交通統合に伴い上田丸子電鉄丸子線の駅になる[1][3]。
- 1949年（昭和24年）：駅舎改築[5][6]（増築[7]）。
- 1969年（昭和44年）4月20日：丸子線の廃線に伴い廃止となる[1][2][3]。

## 駅構造
廃止時点で、単式ホーム1面1線を有する地上駅であった。ホームは線路の南側（丸子町方面に向かって右手側）に存在した。そのほか発着線がホームを外れた東側に機回しが出来る側線を1線、その側線の丸子町方から南側に分岐し駅舎東側附近に伸びた行き止りの側線を1線、さらにその側線から丸子町方に分岐しさらに2線に分かれる行き止りの側線を有した。貨車の扱い及び電車の留置を行っていた。
職員配置駅となっていた。駅舎は構内の南側に位置しホーム中央部分に接していた。堂々とした佇まいの建物であった。ホームは木造の上屋を2棟有し、うち1棟はホームを過ぎて線路の末端部分も覆っていた。ホームの西側は利用客の自転車置き場になっていた。

## 駅周辺
開通時は丸子鉄道で唯一の長野県上田市の駅であった。国鉄上田駅とは離れた、市街地の入口に当たる、東に位置した独自のターミナル駅であった。発着する列車本数が上田駅よりも多かったために当駅周辺は賑わっていた。ほていや百貨店や上田デパートといった大型店舗や、映画館などが建てられていた。
- 上田丸子電鉄真田傍陽線川原柳駅 - 駅から北に約0.5 km[6]。
- 国道18号

当駅が開業するまでは、願行寺という上田城初代城主真田氏ゆかりの寺の土地であった。駅の開業と同時に実施された上田市の都市計画事業により、土地を横断する形で都市計画道路が建設され、寺社地が墓地と寺の土地に分割され、道路沿いに通りが建設された（大門町）。駅の開業により上田市街地東部の開発が始まり、廃止直前頃までにそれが進んだ。

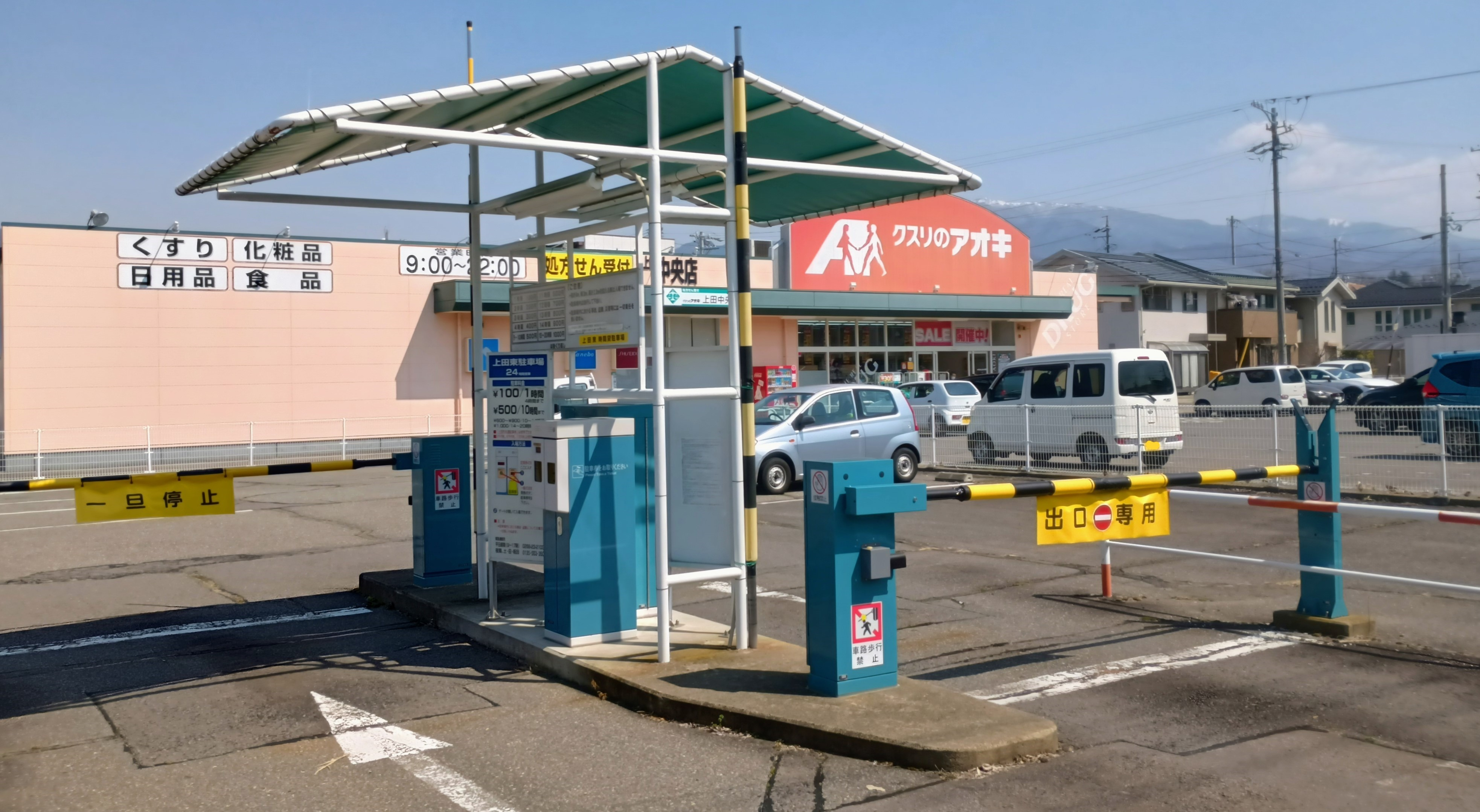
駅跡に建つクスリのアオキ上田中央店。

## 駅跡
2007年（平成19年）8月時点では、上田交通経営の上田東駐車場という有料駐車場になっていた。
2010年（平成22年）10月時点（2025年（令和7年）3月現在も同様）ではドラッグストアクスリのアオキ上田中央店店舗と同店舗駐車場が建設されており、一部は引き続き上田交通経営の上田東駐車場である。また当駅附近の線路跡は細い道路に転用され、遺構は残っていない。

## 隣の駅
上田丸子電鉄
丸子線
上田東駅 - 染屋駅